# Ellen Datlow

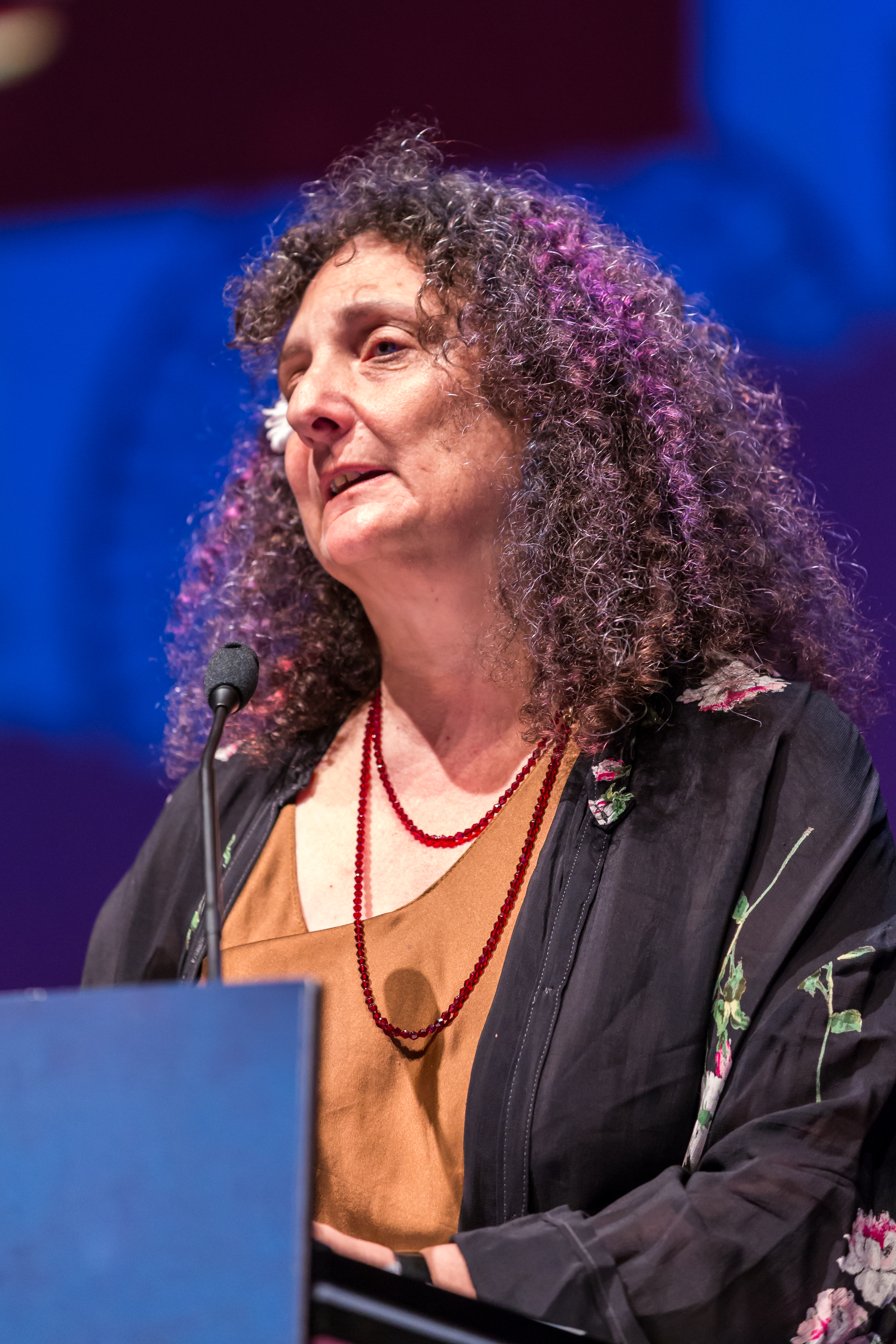
Ellen Datlow in Helsinki, 2017

Ellen Sue Datlow (* 31. Dezember 1949 in New York City) ist eine US-amerikanische Horror-, Fantasy- und Science-Fiction-Herausgeberin. Sie wurde für ihre Arbeit als Herausgeberin vielfach ausgezeichnet.

## Laufbahn
Ellen Datlow war von 1981 bis 1998 die Herausgeberin der Magazine Omni und Omni Online und war in dieser Zeit auch Herausgeberin der Jahresanthologien. 21 Jahre lang, von 1988 bis 2008, war sie Herausgeberin der Reihe Year's Best Fantasy and Horror, bis 2003 zusammen mit Terri Windling, danach zusammen mit Gavin Grant und Kelly Link bis zur Einstellung der Reihe 2009.
Seit 2009 ist Datlow Herausgeberin der The Best Horror of the Year-Anthologien bei Night Shade Books. Sie hat neben den Anthologiereihen auch mehrere Dutzend Einzelanthologien herausgegeben, einige davon in Zusammenarbeit mit Terri Windling.
Von 1998 bis 1999 war sie Herausgeberin des Webzines Event Horizon: Science Fiction, Fantasy und Horror und Redakteurin der mit dem Hugo Award ausgezeichneten Webseite Sci Fiction bis zu deren Einstellung 2005. Derzeit ist Datlow Redakteurin und Lektorin für Tor.com. Seit 2000 ist sie zusammen mit Matthew Kressel Moderatorin von Fantastic Fiction, einer Reihe monatlich stattfindender Lesungen junger Autoren spekulativer Literatur in der Literatur-Bar KGB in New York. Sie ist langjähriges Mitglied der Horror Writers Association und gehört seit 2006 dem Vorstand an.
Datlow gewann zahlreiche Preise für ihre Arbeit, viele davon mehrfach. Neunmal gewann sie den Hugo Award, fünfmal den Bram Stoker Award, zehnmal den World Fantasy Award, zweimal den International Horror Guild Award, dreimal den Shirley Jackson Award und zwölfmal den Locus Award. 2007 wurde ihr auf der British Fantasy Convention für „herausragende Beiträge zum Genre“ der Karl Edward Wagner Award verliehen. 2011 wurde sie von der Horror Writers Association für ihr Lebenswerk ausgezeichnet.
Neben ihrer Arbeit als Herausgeberin verfasste Datlow auch zahlreiche Essays und Buchbesprechungen.

## Auszeichnungen
- 1989 World Fantasy Award für The Year’s Best Fantasy: First Annual Collection als beste Anthologie (mit Terri Windling)
- 1990 World Fantasy Award für The Year’s Best Fantasy: Second Annual Collection als beste Anthologie (mit Terri Windling)
- 1991 Science Fiction Chronicle Readers Poll in der Kategorie „Pro Editor/Books“
- 1992 Science Fiction Chronicle Readers Poll in der Kategorie „Pro Editor/Books“
- 1992 World Fantasy Award für The Year’s Best Fantasy and Horror: Fourth Annual Collection als beste Anthologie (mit Terri Windling)
- 1995 World Fantasy Award für Little Deaths als beste Anthologie
- 1995 World Fantasy Award in der Kategorie „Special Award, Professional“
- 2000 World Fantasy Award für Silver Birch, Blood Moon als beste Anthologie (mit Terri Windling)
- 2001 Bram Stoker Award für The Year’s Best Fantasy and Horror: Thirteenth Annual Collection als beste Anthologie (mit Terri Windling)
- 2002 Hugo Award in der Kategorie „Professional Editor“
- 2003 World Fantasy Award für The Green Man: Tales from the Mythic Forest als beste Anthologie (mit Terri Windling)
- 2004 International Horror Guild Award für The Dark: New Ghost Stories als beste Anthologie
- 2005 Bram Stoker Award für The Year’s Best Fantasy and Horror: Seventeenth Annual Collection als beste Anthologie (mit Kelly Link und Gavin J. Grant)
- 2005 Hugo Award in der Kategorie „Professional Editor“
- 2005 Hugo Award für Sci Fiction als beste Website
- 2005 Locus Award als beste Herausgeberin
- 2006 Locus Award für The Year’s Best Fantasy and Horror: Eighteenth Annual Collection als beste Anthologie (mit Kelly Link und Gavin J. Grant)
- 2006 Locus Award als beste Herausgeberin
- 2007 Karl Edward Wagner Award
- 2007 Locus Award als beste Herausgeberin
- 2007 World Fantasy Award für Salon Fantastique als beste Anthologie (mit Terri Windling)
- 2008 International Horror Guild Award für Inferno als beste Anthologie
- 2008 Locus Award als beste Herausgeberin
- 2008 Shirley Jackson Award für Inferno als beste Anthologie
- 2008 World Fantasy Award für Inferno als beste Anthologie
- 2009 Hugo Award in der Kategorie „Editor, Short Form“
- 2009 Locus Award als beste Herausgeberin
- 2010 Hugo Award in der Kategorie „Editor, Short Form“
- 2010 Locus Award als beste Herausgeberin
- 2010 Shirley Jackson Award für Poe als beste Anthologie
- 2011 Bram Stoker Award für Haunted Legends als beste Anthologie (mit Nick Mamatas)
- 2011 Bram Stoker Award für das Lebenswerk
- 2011 Locus Award als beste Herausgeberin
- 2012 Locus Award als beste Herausgeberin
- 2013 Locus Award als beste Herausgeberin
- 2014 Hugo Award in der Kategorie „Editor, Short Form“
- 2014 Locus Award als beste Herausgeberin
- 2014 World Fantasy Award für das Lebenswerk
- 2015 Bram Stoker Award für Fearful Symmetries als beste Anthologie
- 2015 Locus Award als beste Herausgeberin
- 2015 Shirley Jackson Award für Fearful Symmetries als beste Anthologie
- 2016 British Fantasy Award für The Doll Collection als beste Anthologie
- 2016 Hugo Award in der Kategorie „Editor, Short Form“
- 2017 Hugo Award in der Kategorie „Editor, Short Form“
- 2017 Locus Award als beste Herausgeberin
- 2018 Locus Award als beste Herausgeberin
- 2019 Bram Stoker Award für The Devil and the Deep als beste Anthologie
- 2020 Bram Stoker Award für Echoes: The Saga Anthology of Ghost Stories als beste Anthologie
- 2020 Hugo Award in der Kategorie „Editor, Short Form“

## Bibliografie

### Anthologiereihen
Die Reihen sind nach dem Erscheinungsjahr des ersten Bandes geordnet.
Omni Science Fiction – Omni Best Science Fiction
- 1 Omni Best Science Fiction One (1992)
- 1 Omni Best Science Fiction (1991)
- 2 Omni Best Science Fiction Two (1992)
- 3 Omni Best Science Fiction Three (1993)

Omni Science Fiction – Omni Books of Science Fiction
- 1 The First Omni Book of Science Fiction (1984)
- 2 The Second Omni Book of Science Fiction (1984)
- 3 The Third Omni Book of Science Fiction (1985)
- 4 The Fourth Omni Book of Science Fiction (1985)
- 5 The Fifth Omni Book of Science Fiction (1987)
- 6 The Sixth Omni Book of Science Fiction (1989)
- 7 The Seventh Omni Book of Science Fiction (1989)

Omni Science Fiction – Omni Visions
- 1 Omni Visions One (1993)
- 2 Omni Visions Two (1994)

Year’s Best Fantasy and Horror
- 1 The Year’s Best Fantasy First Annual Collection (1988; auch: Demons and Dreams: The Best Fantasy and Horror 1; mit Terri Windling)
  - Deutsch: Das neue Buch der Fantasy. Bastei Lübbe Paperback #28191, 1990, ISBN 3-404-28191-8.
- 2 The Year’s Best Fantasy Second Annual Collection (1989; auch: Demons and Dreams: The Best Fantasy and Horror 2; mit Terri Windling)
- 3 The Year’s Best Fantasy and Horror: Third Annual Collection (1990; mit Terri Windling)
- 4 The Year’s Best Fantasy and Horror: Fourth Annual Collection (1991; mit Terri Windling)
- 5 The Year’s Best Fantasy and Horror: Fifth Annual Collection (1992; mit Terri Windling)
- 6 The Year’s Best Fantasy and Horror: Sixth Annual Collection (1993; mit Terri Windling)
- 7 The Year’s Best Fantasy and Horror: Seventh Annual Collection (1994; mit Terri Windling)
- 8 The Year’s Best Fantasy and Horror: Eighth Annual Collection (1995; mit Terri Windling)
- 9 The Year’s Best Fantasy and Horror: Ninth Annual Collection (1996; mit Terri Windling)
- 10 The Year’s Best Fantasy and Horror Tenth Annual Collection (1997; mit Terri Windling)
- 11 The Year’s Best Fantasy and Horror Eleventh Annual Collection (1998; mit Terri Windling)
- 12 The Year’s Best Fantasy and Horror: Twelfth Annual Collection (1999; mit Terri Windling)
- 13 The Year’s Best Fantasy and Horror: Thirteenth Annual Collection (2000; mit Terri Windling)
- 14 The Year’s Best Fantasy and Horror: Fourteenth Annual Collection (2001; mit Terri Windling)
- 15 The Year’s Best Fantasy and Horror: Fifteenth Annual Collection (2002; mit Terri Windling)
- 16 The Year’s Best Fantasy and Horror: Sixteenth Annual Collection (2003; mit Terri Windling)
- 17 The Year’s Best Fantasy and Horror: 17th Annual Collection (2004; mit Gavin J Grant und Kelly Link)
- 18 The Year’s Best Fantasy and Horror: 18th Annual Collection (2005; mit Gavin J Grant und Kelly Link)
- 19 The Year’s Best Fantasy and Horror: 19th Annual Collection (2006; mit Gavin J Grant und Kelly Link)
- 20 The Year’s Best Fantasy and Horror: 20th Annual Collection (2007; mit Gavin J Grant und Kelly Link)
- 21 The Year’s Best Fantasy and Horror: 21st Annual Collection (2008; mit Gavin J Grant und Kelly Link)

Blood
- Blood Is Not Enough: 17 Stories of Vampirism (1989)
- A Whisper of Blood (1991)
- A Whisper of Blood (Sammelausgabe von 2 Anthologien; 2008, Sammelausgabe)
- Blood and Other Cravings (2011)

Fairy Tale Anthologies
- 1 Snow White, Blood Red (1993; mit Terri Windling)
- 2 Black Thorn, White Rose (1994; mit Terri Windling)
- 3 Ruby Slippers, Golden Tears (1995; mit Terri Windling)
- 4 Black Swan, White Raven (1997; mit Terri Windling)
- 5 Silver Birch, Blood Moon (1999; mit Terri Windling)
- 6 Black Heart, Ivory Bones (2000; mit Terri Windling)

Fairy Tales Retold
- A Wolf At the Door (2000)
- A Wolf at the Door and Other Retold Fairy Tales (2000; mit Terri Windling)
- Swan Sister: Fairy Tales Retold (2003; mit Terri Windling)
- The Dark of the Woods (2006, Sammelausgabe; mit Terri Windling)
- Troll’s Eye View: A Book of Villainous Tales (2009; mit Terri Windling)

Mythic Fiction
- 1 The Green Man: Tales from the Mythic Forest (2002; mit Terri Windling)
- 2 The Faery Reel: Tales from the Twilight Realm (2004; mit Terri Windling)
- 3 The Coyote Road: Trickster Tales (2007; mit Terri Windling)
- 4 The Beastly Bride and Other Tales of the Animal People (2010; mit Terri Windling)

Best Horror of the Year
- 1 The Best Horror of the Year Volume 1 (2009)
- 2 The Best Horror of the Year Volume 2 (2010)
- 3 The Best Horror of the Year Volume 3 (2011)
- 4 The Best Horror of the Year Volume 4 (2012)
- 5 The Best Horror of the Year Volume 5 (2013)
- 6 The Best Horror of the Year Volume 6 (2014)
- 7 The Best Horror of the Year Volume 7 (2015)
- 8 The Best Horror of the Year Volume 8 (2016)
- 9 The Best Horror of the Year Volume 9 (2017)
- 10 The Best Horror of the Year Volume 10 (2018)
- 11 The Best Horror of the Year Volume 11 (2019)
- 12 The Best Horror of the Year Volume Twelve (2020)
- The Best of the Best Horror of the Year: 10 Years of Essential Short Horror Fiction (2018)

Some of the Best from Tor.com
- 3 Some of the Best from Tor.com: 2013 Edition (2013, mit Claire Eddy, Melissa Frain, Liz Gorinsky, George R. R. Martin, Patrick Nielsen Hayden, Ann VanderMeer, Noa Wheeler)
- 4 Some of the Best from Tor.com: 2014 Edition (2015, mit Carl Engle-Laird, Liz Gorinsky, David G. Hartwell, Peter Joseph, Patrick Nielsen Hayden, Marco Palmieri, Paul Stevens, Ann VanderMeer)
- 5 Some of the Best from Tor.com: 2015 Edition (2016, mit Claire Eddy, Carl Engle-Laird, David G. Hartwell, Beth Meacham, Patrick Nielsen Hayden, Marco Palmieri, Ann VanderMeer)
- 6 Some of the Best from Tor.com: 2016 Edition (2017, mit Carl Engle-Laird, Liz Gorinsky, Justin Landon, Patrick Nielsen Hayden, Diana Pho, Ann VanderMeer, Miriam Weinberg)

### Einzelne Anthologien
- Sixth Omni Book of Science Fiction (1989)
- Alien Sex (1990)
- Little Deaths: 24 Tales of Sex and Horror (1994)
- Off Limits: Tales of Alien Sex (1996)
- Twists of the Tale: Cat Horror Stories (1996)
- Lethal Kisses (1996)
- Vanishing Acts (1996)
- Sirens and Other Daemon Lovers (1998; mit Terri Windling)
- Wild Justice (1999)
- The Dark: New Ghost Stories (2003)
- Salon Fantastique: Fifteen Original Tales of Fantasy (2006; mit Terri Windling)
- The Dark of the Woods (2006; mit Terri Windling)
- Inferno: New Tales of Terror and the Supernatural (2007)
- The Del Rey Book of Science Fiction and Fantasy: Sixteen Original Works by Speculative Fiction’s Finest Voices (2008)
- Sixteen Original Works by Speculative Fiction’s Finest Voices (2008)
- Poe: 19 New Tales of Suspense, Dark Fantasy and Horror (2009)
- Lovecraft Unbound: Twenty Stories (2009)
- The Beastly Bride (2009; mit Terri Windling)
- Nebula Awards Showcase: 2009: The Year’s Best SF and Fantasy (Nebula Awards #43, 2009)
- Digital Domains: A Decade of Science Fiction & Fantasy (2010)
- Tails of Wonder and Imagination (2010)
- Darkness: Two Decades of Modern Horror (2010)
- Haunted Legends (2010; mit Nick Mamatas)
- Teeth: Vampire Tales (2011; mit Terri Windling)
- Supernatural Noir (2011)
- Naked City: Tales of Urban Fantasy (2011)
- After: Nineteen Stories of Apocalypse and Dystopia (2012; mit Terri Windling)
- Queen Victoria’s Book of Spells (2013; mit Terri Windling)
- Hauntings (2013)
- Telling Tales: The Clarion West 30th Anniversary Anthology (2013; mit David D. Levine)
- Lovecraft’s Monsters (2014)
- Fearful Symmetries (2014)
- Nightmare Carnival (2014)
- The Cutting Room (2014)
- The Doll Collection (2015)
- The Monstrous (2015)
- Children of Lovecraft (2016)
- Nightmares: A New Decade of Modern Horror (2016)
- Black Feathers: Dark Avian Tales (2017)
- Haunted Nights (2017; mit Lisa Morton)
- Mad Hatters and March Hares (2017)
- The Devil and the Deep: Horror Stories of the Sea (2018)
- Devil and the Deep (2018)
- Echoes (2019; mit Siobhan Carroll)
- Edited By (2019)
- Tor.com Publishing Editorial Spotlight #3: A Selection of Novellas (2019)
- Final Cuts: New Tales of Hollywood Horror and Other Spectacles (2020)